# 増田ユリヤ
増田 ユリヤ（ますだ ゆりや、1964年7月27日 - ）は、日本のジャーナリスト、YouTuber。

## 来歴・人物
神奈川県横浜市で生まれ、横浜学院女子高校、國學院大學文学部史学科を卒業する。
明治学院高等学校で世界史、日本史、現代社会の非常勤講師として勤めつつ、NHK横浜放送局でリポーターを兼業した。
日本テレビ『世界一受けたい授業』に歴史や地理の分野で出演し、テレビ朝日系列『グッド！モーニング』でコメンテーターを務め、日本と世界で広く取材・執筆している。
キリスト教徒（正教会・ギリシャ正教）で、キリスト教徒の両親が、本人の洗礼名「ユリヤ」をそのまま戸籍名とした。

## 出演番組

### テレビ
- こんにちはいっと6けん（NHK総合・関東）
- 世界一受けたい授業（日本テレビ）
- グッド!モーニング（テレビ朝日）
- ワイド!スクランブル（テレビ朝日）
- 週刊ニュースリーダー（テレビ朝日）
- みんなの疑問 ニュースなぜ太郎（テレビ朝日）
- ビビット（TBSテレビ） - 金曜日コメンテーター
- テレ東NEWS（テレビ東京）
- 日経ニュースプラス9（BSテレビ東京）

### ラジオ
- 高嶋ひでたけのあさラジ!（ニッポン放送）代理パーソナリティー

### インターネット
- YouTubeチャンネル「公式 池上彰と増田ユリヤのYouTube学園」（2020年6月16日 - ）

## 著書
- 『「新」学校百景 フリースクール探訪記』オクムラ書店 1999年
- 『総合的な学習 その可能性と限界』オクムラ書店 2000年
- 『インターナショナルスクール活用ガイド 全国版』オクムラ書店 2001年
- 『ここが知りたい!インターナショナルスクール入学準備ガイド』オクムラ書店 2003年
- 『ありがとうmy dog』オクムラ書店 2004年
- 『家族で選ぶインターナショナルスクールガイド』講談社 2005年
- 『教育立国フィンランド流教師の育て方』岩波書店 2008年
- 『新しい「教育格差」』講談社現代新書 2009年
- 『移民社会フランスで生きる子どもたち』岩波書店 2011年
- 『揺れる移民大国フランス 難民政策と欧州の未来』ポプラ新書 2016年

### 共著
- 『今だからこそ!国際理解』池上彰共著 汐文社 2001年
- 『わたしたちにも教えて!イスラム教・中東問題』池上彰共著 汐文社 2002年
- 『欲ばり過ぎるニッポンの教育』苅谷剛彦共著 講談社現代新書 2006年
- 『環境問題について考えよう』池上彰共著 学習研究社 ニュース探検隊 世の中のギモンをすいすい解決!　2007年
- 『国際問題について知ろう』池上彰共著 学習研究社 ニュース探検隊 世の中のギモンをすいすい解決!　2007年
- 『突破する教育 世界の現場から、日本へのヒント』池上彰共著 岩波書店 2013年
- 『世界史で読み解く現代ニュース』池上彰共著 ポプラ新書 2014年
- 『世界史で読み解く現代ニュース 宗教編』池上彰共著 ポプラ新書 2015年
- 『池上彰・増田ユリヤの今だからこそ世界を知ろう!』全3巻 恩田扶佐子イラスト 汐文社 2016年

### 監修
- 『1日で見る!読む!世界史 ひと目でわかる各国の概要と関係 カラー&図解ですぐわかる』監修 主婦の友社 2010年
- ティム・クーク『世界史図鑑 みんなが知らない歴史の秘密』監修 池内恵訳 主婦の友社 2012年
- 『世界の歴史 ビジュアル版 時代の流れがよくわかる』日本語版監修 ポプラ社 2014年